# Тау-число
Тау-число ({\displaystyle \tau } -число, англ. refactorable number) — це таке ціле число {\displaystyle n}, яке ділиться на число своїх дільників, або, з точки зору алгебри, таке {\displaystyle n}, що {\displaystyle \tau (n)|n}.
Перші кілька тау-чисел:
1, 2, 8, 9, 12, 18, 24, 36, 40, 56, 60, 72, 80, 84, 88, 96.
Наприклад, тау-число 18, яке має шість дільників (1 і 18, 2 і 9, 3 і 6) і ділиться на 6.
Асимптотична щільність тау-чисел — нуль. Відомо, що жодні три послідовні цілі числа не можуть бути тау-числами. Крім того, Колтон довів, що жодне тау-число не є досконалим. Рівняння {\displaystyle (n,x)=\tau (n)} (де {\displaystyle (n,x)} — найбільший спільний дільник {\displaystyle n} і {\displaystyle x}) має корінь тільки, якщо {\displaystyle n} — тау-число.
Залишається розглянути кілька питань щодо тау-чисел:
- чи існують як завгодно великі {\displaystyle n}, для яких і {\displaystyle n}, і {\displaystyle n+1} є тау-числами
- якщо існує тау-число {\displaystyle n_{0}\equiv a{\pmod {m}}}, чи випливає з цього, що існує {\displaystyle n>n_{0}}, таке що {\displaystyle n} є тау-числом і {\displaystyle n\equiv a{\pmod {m}}}.

Кертіс Купер і Роберт Кеннеді в 1990 році вперше виділили тау-числа. Вони встановили, що тау-числа мають нульову асимптотичну щільність. Пізніше Саймон Колтон за допомогою програми, яку він написав для відкриття і перевірки різних визначень в теорії чисел і теорії графів, підтвердив їх відкриття. Але Колтон назвав ці числа англ. refactorable. Це вперше, коли програма знайшла нову або раніше непомічену ідею. Колтон довів багато відомостей про тау-числа, показавши нескінченність їх ряду і кілька умов їх розподілу.